# DNA错配修复

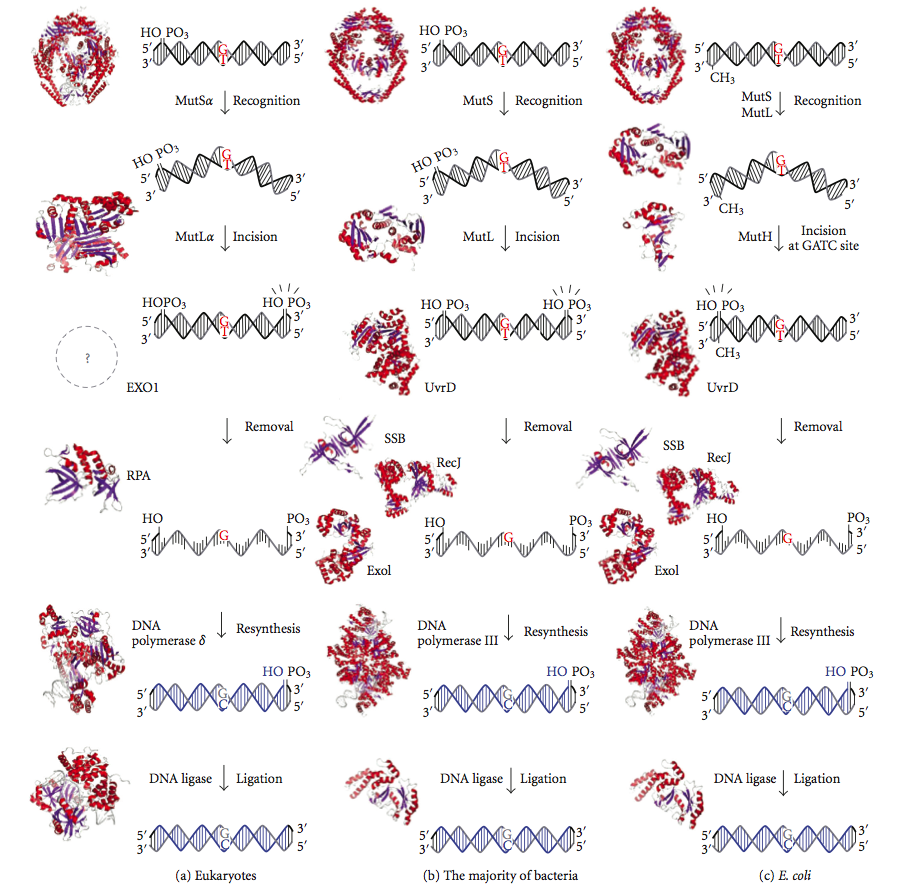
DNA错配修复途徑示意圖，左為真核生物，中間為多數細菌，右為大腸桿菌與部分細菌

DNA错配修复（DNA mismatch repair，簡稱MMR）是生物DNA修復的一種機制，可修補DNA中配對錯誤的鹼基。因錯配通常發生在新合成的DNA中（可能為鹼基發生互變異構所致），進行錯配修復時細胞需識別哪一股DNA為新合成者（參見半保留複製），並將其鹼基切除修復，在許多細菌中舊的DNA一般有被甲基化，新合成的DNA則甲基化程度低（半甲基化），故細胞可以此識別新股，其他細菌與真核生物中的識別機制則有所不同，在真核生物中可能是以DNA剛複製後遲滯股（lagging strand）上尚未被連接酶連接的切口識別（且領先股上可能也會有切口）。
大腸桿菌的DNA错配修复過程為MutS蛋白二聚體（MutS2）與新合成DNA上配對錯誤的鹼基結合，接著MutL2會與之結合，MutH則切割錯配附近未被甲基化的GATC位點而造成切口，之後MutS2、MutL2與MutH組成的複合體從切口處往錯配處方向移動，過程中UvrD解旋酶可將DNA的兩股分開，並有外切酶可水解新股DNA（包含錯配的鹼基），直到經過錯配的鹼基後才停止，最後DNA聚合酶與DNA連接酶可重新合成被移除的DNA序列。真核生物DNA错配修复的過程與原核生物相似，大部分蛋白均與後者的同源，但不同於大腸桿菌的MutS2與MutL2為同源二聚體，真核生物的均為異源二聚體，其中MutLα可能具內切酶功能。除上述蛋白外修復過程還有PCNA、RPA、RFC、HMGB1與DNA聚合酶δ等蛋白參與，有依賴外切酶Exo1的途徑，也有使用其他蛋白切除錯配DNA的途徑。
DNA錯配修復的異常與多種疾病相關，Mut蛋白的突變會造成微衛星不穩定，可導致多種癌症，例如遗传性非息肉病性结直肠癌（HNPCC）即為MSH2或MLH1等基因突變所致，單一基因突變即可致病，兩個Mut蛋白的基因皆突變則可能導致透克氏症（错配修复癌症症候群，CMMR-D），常出現早發的結腸癌或腦癌。除Mut蛋白的DNA序列突變外，啟動子甲基化等表觀遺傳修飾與miR-155過度表現等機制也會因降低這些蛋白的表現而抑制DNA錯配修復，進而導致癌症 。

## 註腳
1. ↑  外切酶種類隨MutH切割的相對位置而異，若切割位點在錯配鹼基的5端，則會使用RecJ或ExoVII等由5端至3端水解的外切酶，反之則使用ExoI或ExoX等由3端至5端水解的外切酶[4]。